# Лошаны (Минская область)
Лоша́ны (бел. Лаша́ны) — агрогородок в Минском районе Минской области Беларуси, в 18 км к северо-западу от Минска на трассе Р-28 "Минск-Молодечно-Нарочь" . Административный центр Лошанского сельсовета.
Вблизи расположен Историко-культурный комплекс «Линия Сталина» и город Заславль.

## История
В 1815 году деревня, 56 мужчин, собственность Заславского доминиканского монастыря, в Минском уезде. В 1858 году деревня, 61 мужчина, собственность казны. В 1897 году деревня, 28 дворов, 213 жителей, в Заславской волости Минского уезда. В 1917 году 36 дворов, 254 жителя. С февраля до декабря 1918 года Лошаны оккупированы армией Германии, с июля 1919 года до июля 1920 года — армией Польши. С 1919 года в составе Белорусской ССР. С 20 августа 1924 года деревня в Слободском сельсовете Заславского района Минского округа (до 26 июля 1930 года). В 1926 году 46 дворов, 248 жителей. В 1937 году работал кирпичный завод. С 20 февраля 1938 года в Минской области. В 1941 года 43 двора, 217 жителей. Во время Великой Отечественной войны с конца июня 1941 года до начала июля 1944 года оккупирована армией Германии, в боях погибли 19 жителей. Оккупанты сожгли 12 дворов, двоих убили и троих вывезли в Германию на принудительные работы.
С 8 августа 1959 года в Минском районе, с 1980 года деревня — центр сельсовета.  В 1992 году открылся сельский  Дом культуры, в котором помимо актового зала (он же танц.зал), есть отделение Белпочты, фельдшерско-акушерский пункт, библиотека, пункт приема заказов районного Дом быта. В деревню проведено газоснабжение.Начала работу Лошанская средняя школа, в которую также привозят учащихся из окрестных деревень, имеется младшая подготовительная группа. В 1997 году 185 хозяйств, 511 жителей, центр совхоза имени Тельмана. Построены два многоквартирных дома по программе переселения жильцов Чернобыльской зоны.
В 2008 году деревня Лошаны преобразована в агрогородок. В агрогородке Лошаны есть ремонтно-механический двор сельско-хозяйственной техники, зерносушилка, филиал Дзержинской птицефабрики, котельная центрального отопления.
В 2023 году в Лошанах зарегистрировано 760 жителей. В летний период с учётом прилегающих к агрогородку садовых товариществ "Третий век" и "Факел" количество жильцов достигает 2 тыс. человек. Сдан дом на 40 квартир для семей, нуждающихся в улучшении жилищных условий (социальный дом). Также открылся новый торговый центр ""МеттМаркет", в котором работают аптека, продуктовый магазин "Евроопт", кафе-бистро "Тыква", магазин "Автозапчасти", маникюрный кабинет, платежный терминал.
В 2024 году в агрогородке зарегистрировано 800 жителей. В здании бывшего магазина сельпо открылся ПВЗ "Wildberries".
В агрогородок Лошаны можно добраться из Минска с ж/д вокзала на маршрутках "Минск-Радошковичи" (посадка на ул. Бобруйская) или "Минск-Молодечно" (посадка на ДС "Дружная").

## Культура
- Дом культуры
- Музей ГУО "Лошанская средняя школа"

## Достопримечательность
- Артиллерийский полукапонир образца 1932 г.
- Пулемётный ДОТ образца 1932 г.
- Немецкий пулемётный броневой колпак

Вблизи расположен Историко-культурный комплекс «Линия Сталина»